# 1782
Cette page concerne l'année 1782  du calendrier grégorien.
L'année 1782 est une année commune qui commence un mardi.

## Événements
- 7 janvier : ouverture de la première banque commerciale aux États-Unis, la Bank of North America[1].
- 25 - 26 janvier : bataille de Saint-Kitts[2].

- 8 mars : massacre de Gnadenhütten dans l'Ohio[3].

- 9 - 12 avril : bataille navale des Saintes[2]. Victoire de Rodney au large des Saintes, qui sauve les Antilles britanniques. Cinq vaisseaux français, dont le navire amiral, doivent se rendre.

- 25 mai - 11 juin : échec de l'expédition Crawford sur la Sandusky[4].
- 26 mai : Hammouda Pacha succède à son père Ali II Bey comme bey de Tunis (fin en 1814)[5]. Il se montre moins tolérant à l’égard des Européens, en particulier des Vénitiens. Il rompt ses liens de vassalité avec la régence d’Alger, qui essaie alors sans succès de rétablir son autorité sur la régence de Tunis (1807 et 1813). La Tunisie connaît une période brillante sous son règne. Le commerce français conserve une place prépondérante en Tunisie, en particulier grâce au dynamisme des navigateurs provençaux.

- 25 juillet : fondation de l'Audiencia de Buenos Aires ; elle commence à fonctionner le 5 août 1785[6].
- Juillet : bataille de Mokuohai. Début de la guerre pour le contrôle de Hawaï par Kamehameha Ier (fin en 1792)[7].

- 20 - 24 août : La Pérouse détruit les forts britanniques de la baie d'Hudson[2].

- 18 octobre : combat naval au large d'Hispaniola[8].

### Asie
- 17 février : bataille de Sadras. Début d'une campagne navale victorieuse du bailli de Suffren dans l'Océan Indien[9]. Il a l’intention de prendre Madras. Le général britannique Warren Hastings reçoit des renforts qui lui permettent de sauver le port de justesse.

- 10 mars : l’amiral français Suffren débarque ses troupes à Porto-Novo, port contrôlé par Haidar Alî en Inde[10].

- 7 avril : la couronne du Siam (Thaïlande) revient au général Phya Chakri, qui prend le nom de Rama Ier, après que son prédécesseur, Phya Taksin a été déposé et exécuté le 6 avril[11]. Fondateur de l’actuelle dynastie des rois thaïs (Chakri), il règne jusqu'en 1809 après son couronnement le 13 juin[12].
- 12 avril : Suffren bat l'amiral Hughes au sud-ouest de Ceylan à la bataille de Provédien[13].
- 21 avril : fondation de Bangkok, nouvelle capitale de Rama Ier[14].

- 17 mai : traité de paix de Salbai entre Britanniques et Marathes[15]. Le sultan de Mysore Haidar Alî perd ses alliés Marathes.

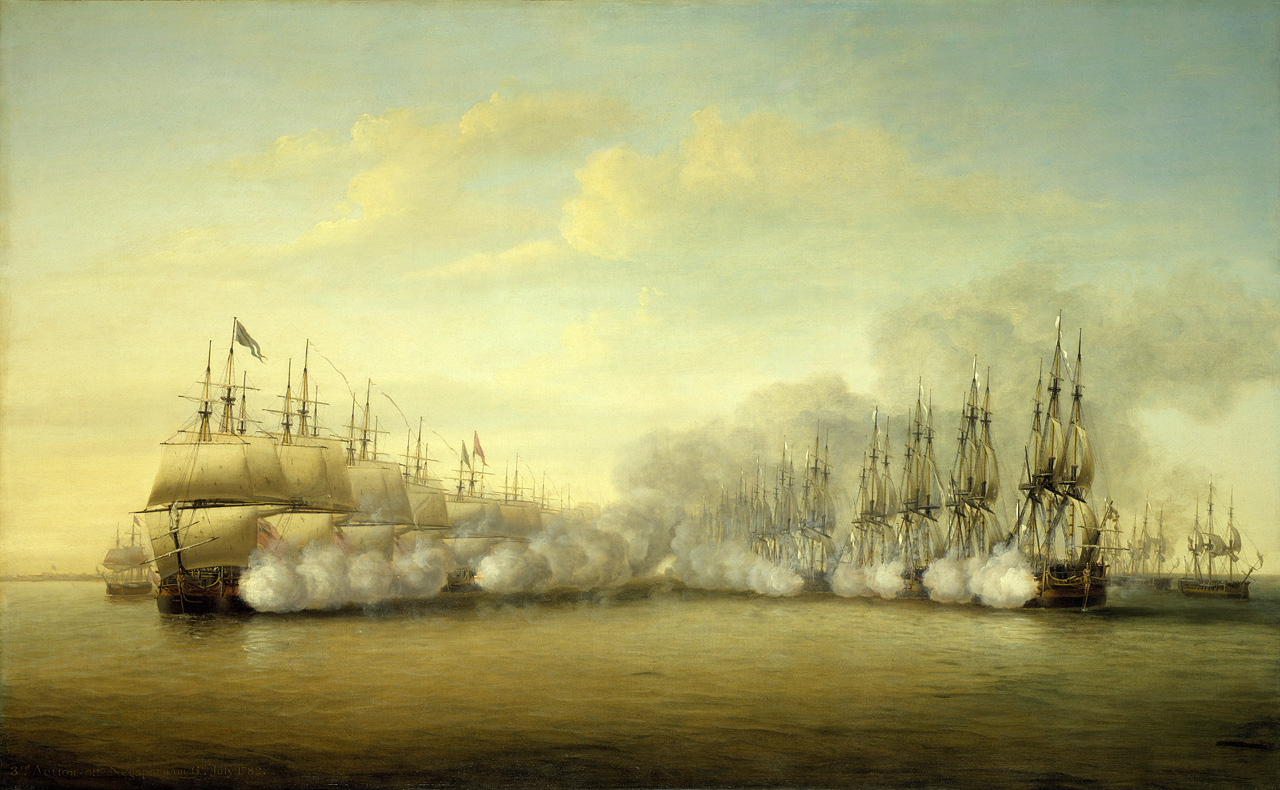
6 juillet : bataille navale de Négapatam.

- 6 juillet : bataille navale indécise de Négapatam entre la France et le Royaume-Uni[2].

- 23 août : un tremblement de terre détruit Odawara, au Japon[16], accompagné d'un raz-de-marée qui aurait provoqué 40 000 victimes en Asie du Sud-Est.
- 26 août - 3 septembre : victoire de Suffren à la bataille de Trinquemalay au large de Ceylan[2].

- 7 décembre : Tipû Sâhib succède à son père Haidar Alî comme sultan de Mysore (le Karnataka actuel)[17]. Allié à la France, il reprend la guerre contre les Britanniques.

### Europe
- 5 février : les troupes franco-espagnoles reprennent Minorque[18].
- 15 février, Irlande : assemblée de Dungannon. Henry Grattan, à la tête des volontaires unis (United Volunteers), demande l’indépendance législative pour le Parlement irlandais, la suppression des « bourgs pourris » et l’égalité des droits économiques avec les Britanniques. Le 16 avril Henry Grattan dut franchir les rangs des Volontaires propose une déclaration d'indépendance du Parlement irlandais. Une Constitution accorde l’indépendance au Parlement irlandais et les lois Poynings de 1495 sont abrogées (16 mai)[19].
- 27 février : La Chambre des communes britannique vote contre la poursuite de la guerre en Amérique, ouvrant la voie au deuxième ministère de Rockingham et à la paix de Paris.

- 20 mars[20], Royaume-Uni : démission de Lord North, mis en minorité aux Communes, et de tous ses collègues. De mars 1782 à décembre 1783, le roi ne peut imposer les ministres de son choix.
- 22 mars : arrivée du pape Pie VI à Vienne[21], qui tente de s’opposer à la politique ecclésiastique centralisatrice de Joseph II (Joséphisme). Il est reçu froidement par Joseph II et Kaunitz. Un concordat est signé le 20 janvier 1784, établissant de nouveaux rapports entre Rome et les Habsbourg. Le pape obtient le maintien de la bulle Unigenitus, qui avait condamné le jansénisme[22].
- 27 mars : Charles Watson-Wentworth devient Premier ministre du Royaume-Uni[20].

- 7 avril : conflit à Genève entre les « natifs » et les « bourgeois » (cf. 1762)[23]. Les « natifs », qui se sont organisés sous des chefs comme Marat, Étienne Clavière et Jean Flournoy, s’emparent du pouvoir, s’entendent avec les « bourgeois » pour le réorganiser en éliminant les « patriciens ». C'est la Révolution genevoise de 1782.

- 2 juin : le financier français François de Cabarrus (1752-1810) crée la première banque nationale en Espagne, la Banque San Carlos[24].
- 6 juin : le roi de France, inquiet de « cette souveraineté populaire qui s’inspire de Jean-Jacques Rousseau » (Vergennes), s’allie au Piémont-Sardaigne pour intervenir à Genève. Zurich et Berne envoient des contingents[23].
- 15 juin : Joseph II crée une commission ecclésiastique (Geistliche Hofkommission) chargée de gérer les biens des monastères sécularisés[25].
- 13 juin : Anna Göldin est la dernière femme exécutée pour sorcellerie en Suisse[26],[27].

- 1er juillet : mort et fin du ministère whig de Charles Watson-Wentworth, marquis de Rockingham, Premier ministre du Royaume-Uni[20].
- 2 juillet : capitulation de Genève, assiégée par trois armées coalisées - française, sarde et bernoise - qui veulent mettre fin à la « Révolution de Genève », inspirée par les idées de Jean-Jacques Rousseau, dont l'exemple pourrait être contagieux. Le « patriarcat » récupère ses droits et les patriotes émigrent[23].
- 3 juillet : début du ministère whig de William Petty, comte de Shelburne, Premier ministre du Royaume-Uni (fin en 1783)[20].
- 5 juillet : le Saint-Office est aboli en Toscane[28].
- 10 juillet : suppression des jurandes dans les États habsbourgeois, ce qui autorise la création d’établissements industriels et commerciaux, et par la liberté de travail, permet aux entrepreneurs de recruter plus facilement[29].

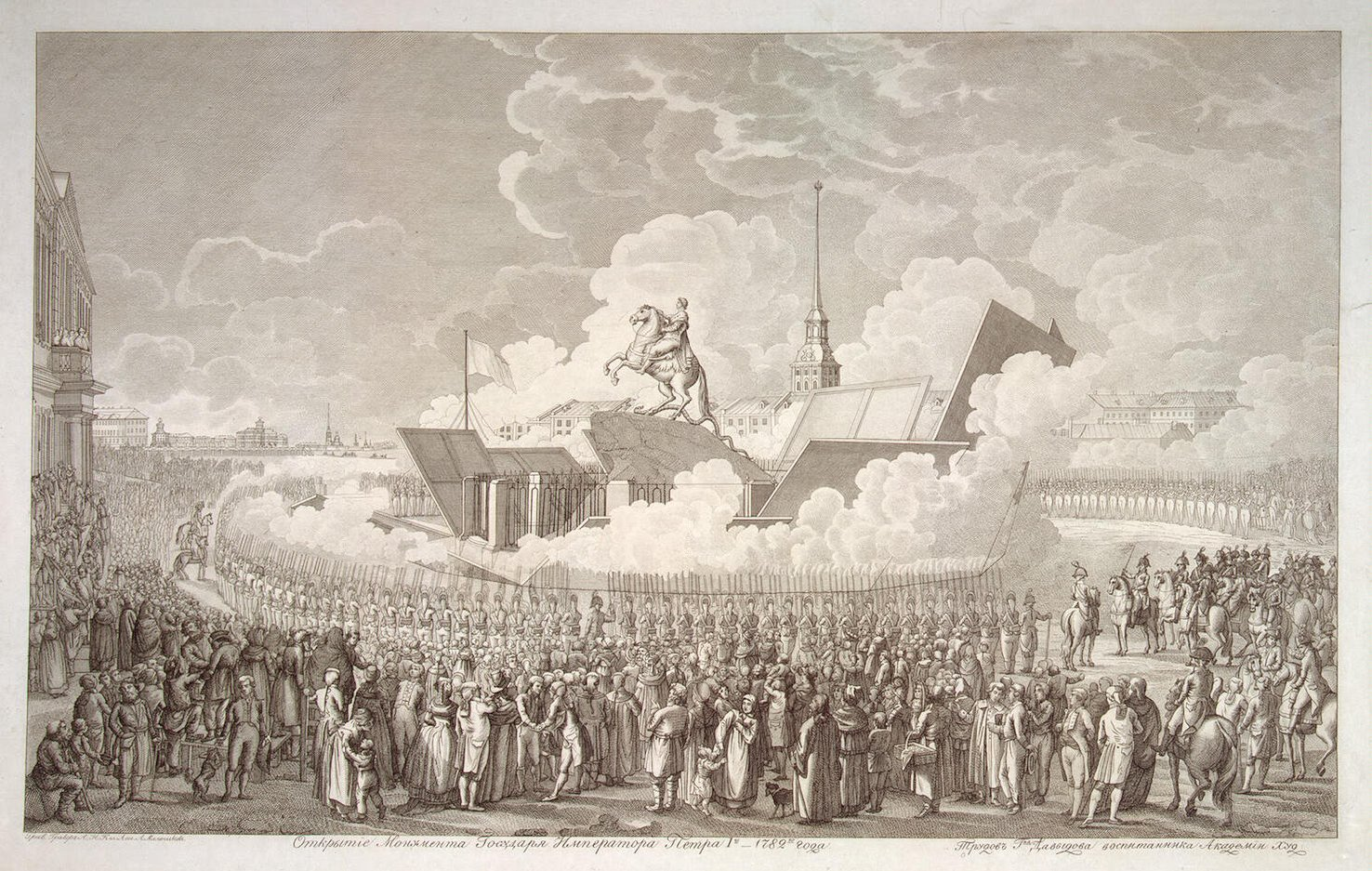
7 août : inauguration du Monument de Pierre le Grand à Saint-Pétersbourg.

- 10 septembre : mémoire de Catherine II de Russie à Joseph II, à qui elle propose un partage de l’empire ottoman et la fondation d’un empire de Dacie (Moldavie, Valachie, Bessarabie). La Bosnie et la Serbie reviendraient à l’Autriche. Joseph II veut reprendre les hostilités contre les Turcs et s’allie avec l’impératrice de Russie, qui amorce une politique de pénétration et de colonisation des territoires turcs et s’appuie sur une politique de protections des orthodoxes soumis à l’administration turque. Les Russes s’infiltrent en Géorgie[31].

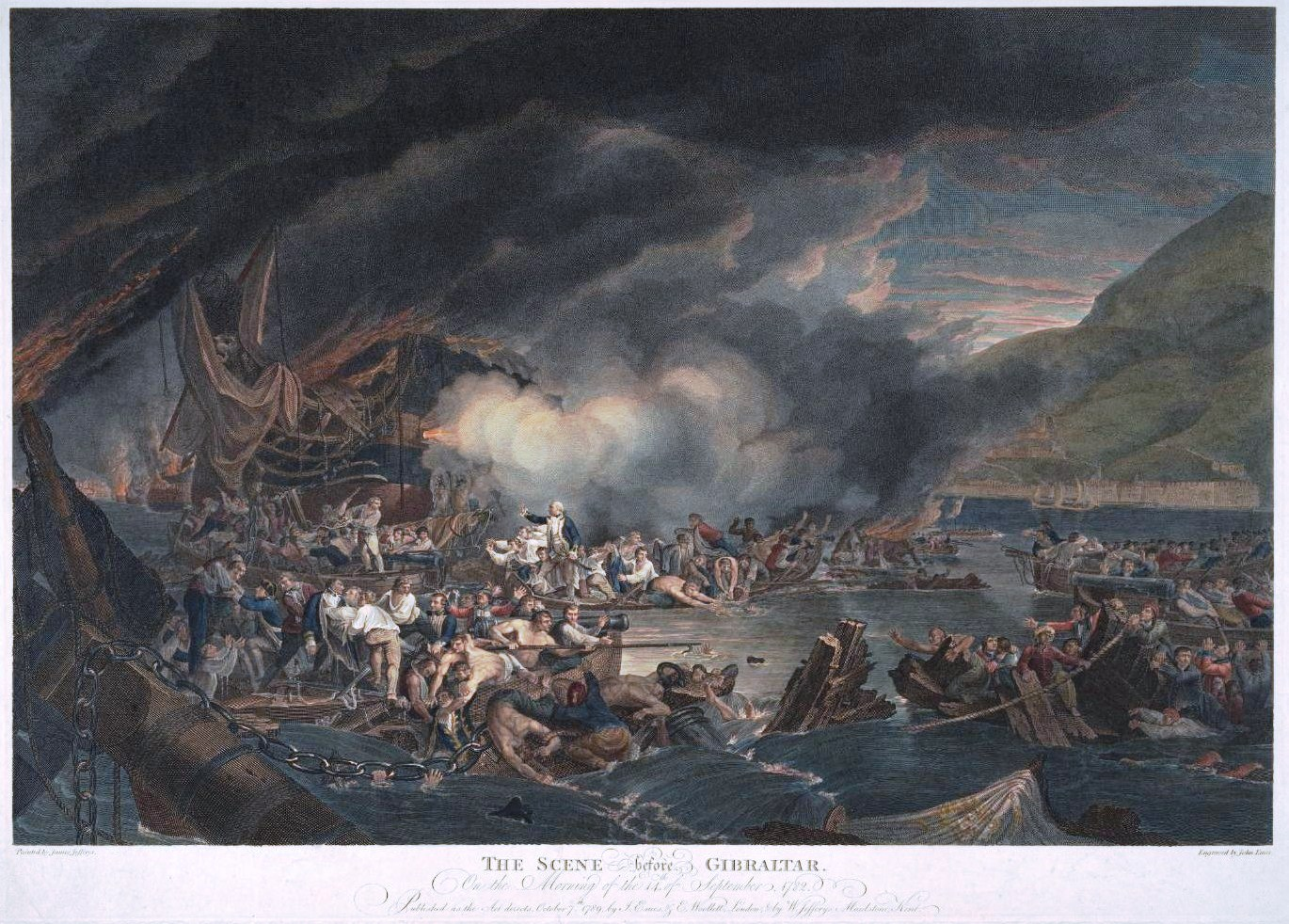
13 septembre : destruction des batteries flottantes espagnoles dans la nuit après l'échec de l'assaut franco-espagnol sur Gibraltar.

- 16 septembre : ordonnance de Joseph II qui impose une nouvelle formule de serment aux évêques[25]. Réorganisation des diocèses sous l’impulsion de l’archevêque janséniste de Ljubljana Johann Karl Herberstein dans les États des Habsbourg. Les diocèses correspondent désormais aux unités administratives.
- 27 septembre[32] : tarif protectionniste en Russie.

- 19 octobre : traité d’amitié et de commerce entre la Russie et le Danemark[33].
- 20 octobre : retrait des Britanniques devant la flotte franco-espagnole après la bataille navale du cap Spartel près du détroit de Gibraltar[2].

- 12 novembre : édit de pacification signé à Genève[18].

- 20 décembre : abolition de la servitude personnelle en Autriche[34].

- Organisation de directions de police dans les Länder par le comte von Pergen (de), véritable créateur de la police autrichienne[22].
- Les Juifs sont acceptés à la bibliothèque de Vienne[35].

## Naissances en 1782
- 10 janvier : Tadeáš Amadé, compositeur et pianiste slovaque († 17 mai 1845).
- 25 janvier : Johann Michael Ackner, archéologue et naturaliste de Transylvanie († 12 août 1862).
- 29 janvier : Daniel-François-Esprit Auber, compositeur français († 12 mai 1871).
- 30 janvier : Pierre-Nolasque Bergeret, peintre et lithographe français († 21 février 1863).

- 7 mars : Henryka Beyer, peintre allemande († 24 octobre 1855).
- 12 mars : Jules-Antoine Paulin, militaire français († 19 mars 1876).

- 14 avril : Carlo Coccia, compositeur italien († 13 avril 1873).
- 18 avril : Georg August Goldfuss, paléontologue  et zoologiste allemand († 1848).
- 26 avril : Marie-Amélie de Bourbon-Siciles, femme de Louis-Philippe, reine des Français († 24 mars 1866).

- 16 mai : John Sell Cotman, peintre, graveur et illustrateur anglais († 24 juillet 1842).

- 6 juin : Nicolas Henri Jacob, peintre, dessinateur et lithographe français († 1er février 1871).
- 16 juin : Pierre Félix Trezel, peintre français († 16 juin 1855).
- 19 juin : Félicité Robert de Lamennais, écrivain et prêtre français († 27 février 1854).
- 24 juin : Juan Larrea, homme d’affaires et  homme politique espagnol puis argentin († 20 juin 1847).
- 26 juin : Juan José Carrera, militaire et patriote chilien († 8 avril 1818).

- 3 juillet : Pierre Berthier, minéralogiste et géologue français († 24 août 1861).
- 6 juillet : Charles Letombe, architecte français († 27 octobre 1835).
- 9 juillet : Lancelot Théodore Turpin de Crissé, peintre et collectionneur d'art français († 15 mai 1859).
- 13 juillet : Ferdinand-Marie Delvaux, peintre français d'origine flamande († 27 septembre 1815).
- 26 juillet : John Field, pianiste et compositeur irlandais († 23 janvier 1837).
- ? juillet : Ventura Blanco Encalada, militaire, homme politique et homme de lettres chilien († 13 juin 1856).

- 15 août : Faustin Soulouque, homme militaire et dirigeant haïtien († 6 août 1867).
- 17 août : Pierre-Luc-Charles Ciceri, peintre et décorateur de théâtre français († 22 août 1868).

- 22 septembre : Fredric Westin, peintre d'histoire et de portrait suédois († 13 mai 1862).
- 23 septembre : 
  - Jacques Féréol Mazas, violoniste français († 26 août 1849).
  - Maximilian zu Wied-Neuwied naturaliste, ethnologue et explorateur allemand († 3 février 1867).

- 9 octobre : Lewis Cass, homme politique et militaire américain († 17 juin 1866).
- 27 octobre : Niccolò Paganini, violoniste et compositeur italien († 27 mai 1840).

- 24 novembre : Théodore Richard, peintre français († 18 novembre 1859).

- 4 décembre : Antoine Péricaud, historien, archéologue, bibliothécaire et bibliophile († 25 octobre 1867).
- 5 décembre : Martin Van Buren, futur président des États-Unis († 24 juillet 1862).
- 24 décembre : Charles Hubert Millevoye, écrivain et poète français († 26 août 1816).
- 25 décembre : Jacques Marie Noël Frémy, peintre, dessinateur et graveur français († 1867).

- Date précise inconnue :
  - Manuel Moreno: homme politique, diplomate et scientifique espagnol puis argentin († 1857).
  - Palden Tenpai Nyima, le septième panchen-lama, au  Tibet (mort en 1853/1854).
  - Charles-Louis Schuler, peintre, graveur et dessinateur français († 1852).
  - Étienne Vogoridès, phanariote d’origine pontique et bulgare († 13 août 1859).

## Décès en 1782
- 1er janvier : Johann Christian Bach, compositeur allemand (° 5 septembre 1735).
- 4 janvier : Jacques Ange Gabriel, architecte français (° 23 octobre 1698).

- 14 février : Phaungkaza Maung Maung, roi de Birmanie (° 1763).
- 26 février : José Cadalso y Vásquez, écrivain espagnol (Cadix (° 8 octobre 1741).

- 2 mars : Giovanni Andrea Irico, érudit italien, préfet de la Bibliothèque Ambrosienne à Milan (° 6 juin 1704).

- 6 avril : Taksin, roi de Thaïlande, exécuté par son successeur Rama Ier (° 17 avril 1734).
- 12 avril : Pietro Trapassi, dit Pietro Metastasio, en français Pierre Métastase, poète et dramaturge italien (° 3 janvier 1698).

- 22 avril :
  - Anne Bonny, pirate issue d’une famille irlandaise qui a navigué avec Calico Jack Rackham et Mary Read (° entre 1697 et 1705).
  - Josef Seger, organiste, vulgarisateur et compositeur tchèque (° 1716).

- 6 mai : Johann Caspar Füssli, peintre portraitiste et écrivain suisse (° 3 janvier 1706).
- 15 mai : Richard Wilson, peintre gallois (° 1er août 1714).
- 11 juin : William Crawford, militaire et topographe américain, brûlé vif pas les Amérindiens (° 2 septembre 1732).
- 17 juin : Kane O'Hara, compositeur et dramaturge irlandais (° 1711 ou 1712).
- 18 juin :
  - John Pringle, médecin britannique (° 10 avril 1707).
  - Anna Göldin, dernière femme exécutée pour sorcellerie en Suisse (° 1734).
- 26 juin : Antonio Visentini, peintre, architecte et graveur italien de l'école vénitienne (° 21 novembre 1688).

- 1er juillet : Charles Watson-Wentworth, premier ministre de Grande-Bretagne (° 13 mai 1730).

- 7 août : Andreas Sigismund Marggraf, chimiste allemand (° 3 mars 1709).
- 19 août : Francesco de Mura, peintre italien (° 21 avril 1696).
- 22 août : Henri Louis Duhamel du Monceau, homme politique et scientifique français (° 20 juillet 1700).

- 8 novembre : Michael Francklin, marchand et homme politique canadien (° 6 décembre 1733).
- 9 novembre : Anna Dorothea Therbusch, peintre allemande d’origine polonaise (° 23 juillet 1721).
- 21 novembre : Jacques de Vaucanson, inventeur et mécanicien français (° 24 février 1709).

- 25 décembre : Scipione Borghese, cardinal italien (° 1er avril 1734).

- Date précise inconnue :
  - Maria Maddalena Baldacci, peintre baroque italienne (° 1718).
  - Pierre Fréret, sculpteur et peintre français (° 23 novembre 1714).
  - Joseph Kelway, claveciniste, organiste et compositeur anglais (° vers 1702).
  - Pietro Antonio Lorenzoni, peintre baroque italien (° 1721).